# Conrad Arnstedt
Johan Carl Conrad Arnstedt, född 15 december 1866 i Skövde, död 11 juli 1943 i Uppsala,  var en svensk jurist.
Arnstedt, som var son till grosshandlaren Johan Anderson och Lovisa Fredrika Larsson, avlade mogenhetsexamen i Skara 1884, blev student vid Uppsala universitet samma år, avlade juridisk preliminärexamen 1886, blev student vid Lunds universitet 1891 och avlade hovrättsexamen där 1892. Han blev extra ordinarie notarie i Göta hovrätt 1893. Han var tillförordnad domhavande under fyra månader 1893–1897 och vice auditör vid kommendantsstaten på Karlsborg 1897–1899. Han tillförordnad rådman i Kungälvs stad 1913–1914 och extra rådman i Alingsås stad 1916–1918. Han var från 1910 tidvis tillförordnad borgmästare i Kungälv och Alingsås från 1910, tillförordnad borgmästare i Kungälv från 1917 och efter rådhusrättens indragande stadsstyrelsens ordförande där från 1928. Han var sekreterare hos kyrkorådet i Oscar Fredriks församling i Göteborg 1909–1910. Han innehade länsstyrelsens i  Göteborg förordnanden att biträda häktade personer vid rannsakningar och bedrev advokatverksamhet på olika platser.